# Uniontown (Washington)
Uniontown je градић u američkoj saveznoj državi Washington. Prema popisu stanovništva iz 2010. u njemu je živjelo 294 stanovnika.